# El triomf de la República
El Triomf de la República és un conjunt monumental de bronze realitzat per Jules Dalou, situat a la plaça de la Nació entre els districtes XI i XII de París.

## Història

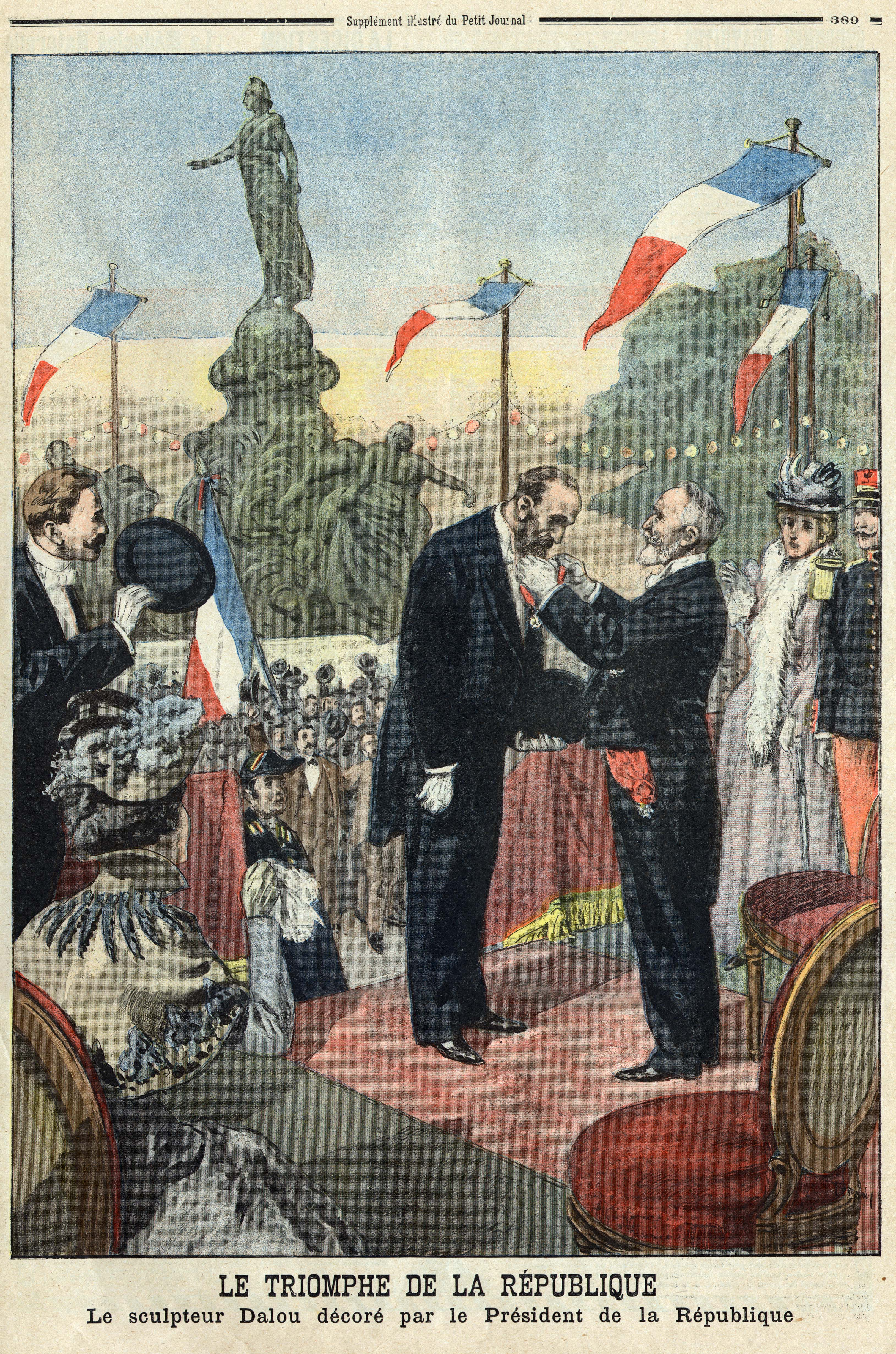
Jules Dalou condecorat pel president Émile Loubet (1899)

Per commemorar la República francesa, el municipi de París organitzà un concurs per al disseny d'un monument al 1878. Els germans Leopold Morice, escultor, i François-Charles Morice, arquitecte, guanyaren el concurs i el seu Monument à la République s'implementa per adornar la plaça de la República, acabat al 1883.
L'innovador projecte de Jules Dalou, que en quedà en segon lloc, cridà l'atenció del jurat i del poble de París, que encarregà que s'instal·lara a la plaça de la Nació. Dalou trigà vint anys a concloure aquest treball colossal. Amb motiu del Centenari de la Revolució francesa, el model a escala real del monument d'algeps pintat s'inaugurà el 21 de setembre de 1889, durant una cerimònia presidida per Marie François Sadi Carnot. Dalou insistí que el grup es fongués a la cera perduda. Davant les dificultats d'aquesta tècnica aplicada a un monument d'aquesta grandària, la versió definitiva en bronze la fongué Thiébaut Frères en arena. S'inaugurà el 19 de novembre de 1899, durant una cerimònia presidida per Émile Loubet.
El 1908, s'hi instal·laren uns monstres marins en bronze,[nota 2] realitzats per Georges Gardet, a l'estany del monument. Aquests animals, símbols de les forces de reacció impotent que escupen raigs d'aigua al grup monumental, adopten una idea bosquejada i abandonada per Dalou. Aquests elements de bronze s'eliminaren sota el règim de Vichy per a la recuperació de metalls per les forces d'ocupació alemanya. L'estany s'eliminà en la dècada de 1960 quan es construí la primera Línia RER que passa per sota de la plaça.
Des de la desaparició d'aquest estany, el Triomf de la República ha servit algunes vegades com a marc per a fotografies relacionades amb els moviments populars, sobretot durant les manifestacions del Maig francés o les Marxes Republicanes del 10 i 11 de gener de 2015.

## Descripció
Dempeus en un carro tirat per dos lleons, símbols de la força popular, i liderat pel Geni de la Llibertat que il·lumina el camí amb una torxa, la República està envoltada d'al·legories del Treball (el ferrer), de la Justícia (una dona que sosté un mantell d'ermini i la mà de la justícia), i la Pau (també anomenada Abundància, amb flors).
La figura del cim de la República (o Marianne) sosté uns feixos, atribut heretat de la República romana, i porta el barret frigi, símbol republicà de la llibertat. Sota els peus, el globus terrestre evoca el caràcter universal del republicanisme. Els xiquets simbolitzen Instrucció (duen un llibre i eines d'oficis), Equitat (amb una balança) i Riquesa (amb una cornucòpia). El fet que Marianne estiga representada amb un pit nu és una reminiscència de la Llibertat guiant al poble, obra de Delacroix, de fama mundial, que fa referència a la Revolució de 1830.

## Galeria d'imatges

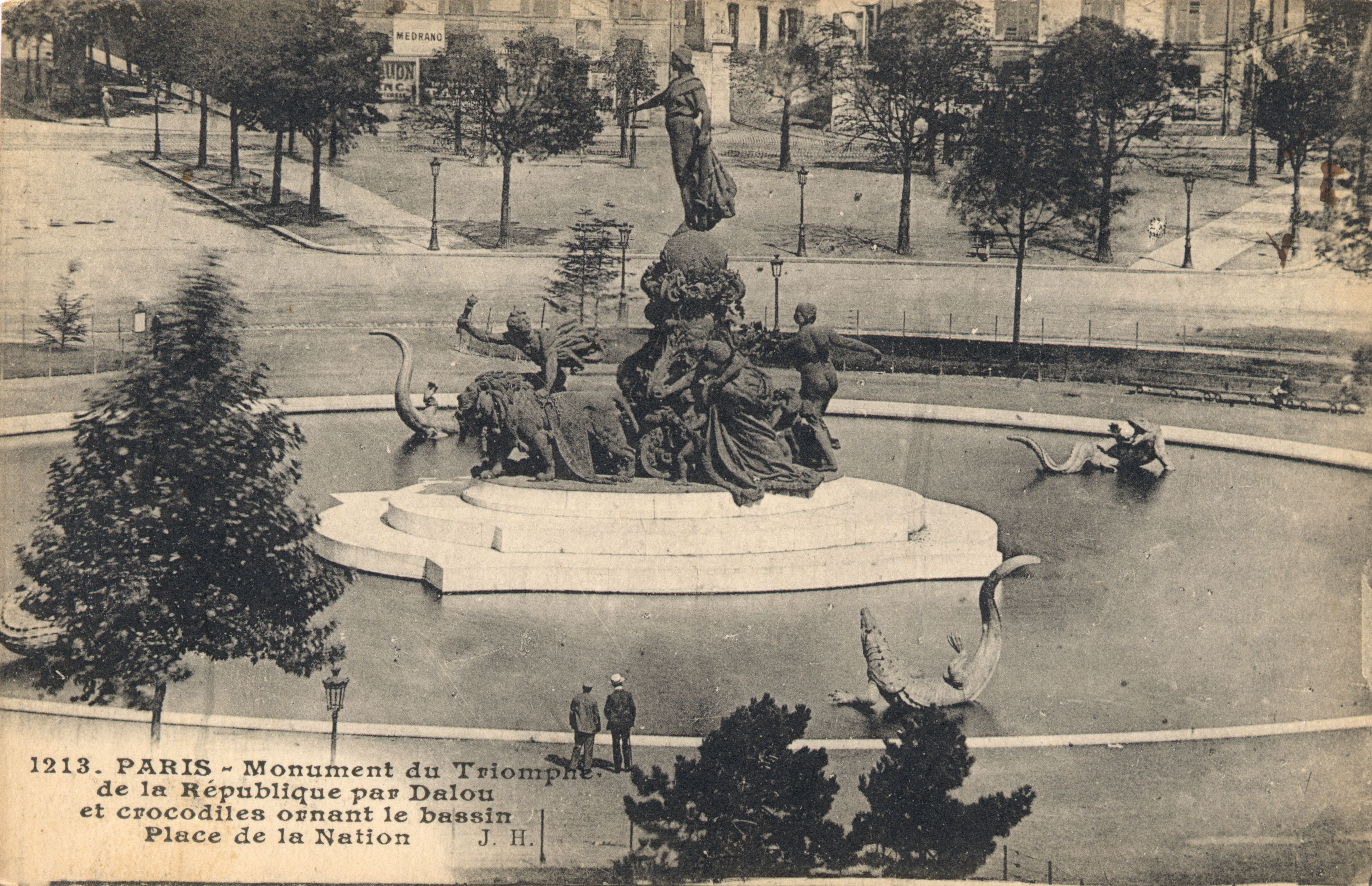
El monument amb l'estany i els monstres marins de Georges Gardet (al voltant de 1908)
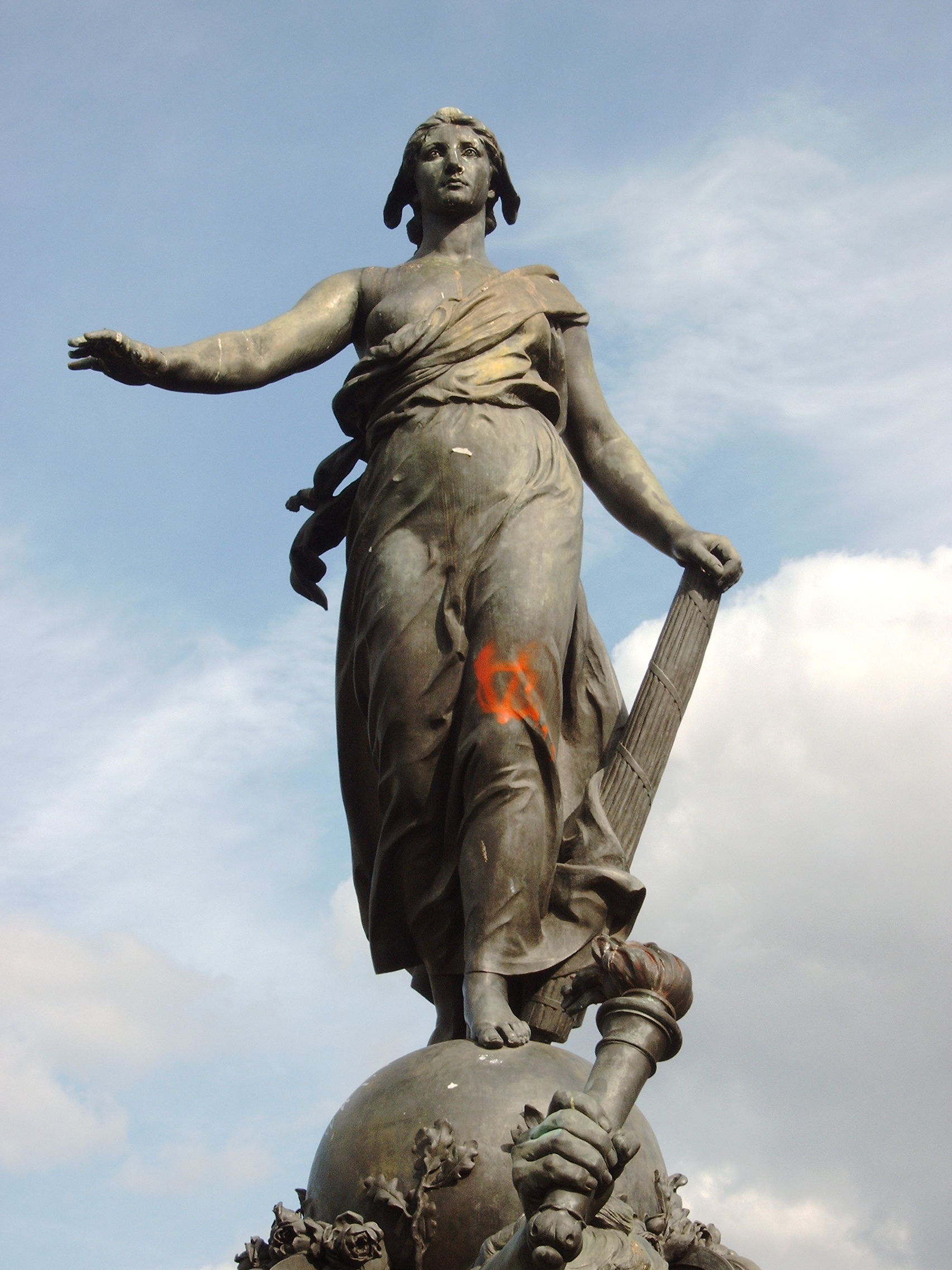
La República
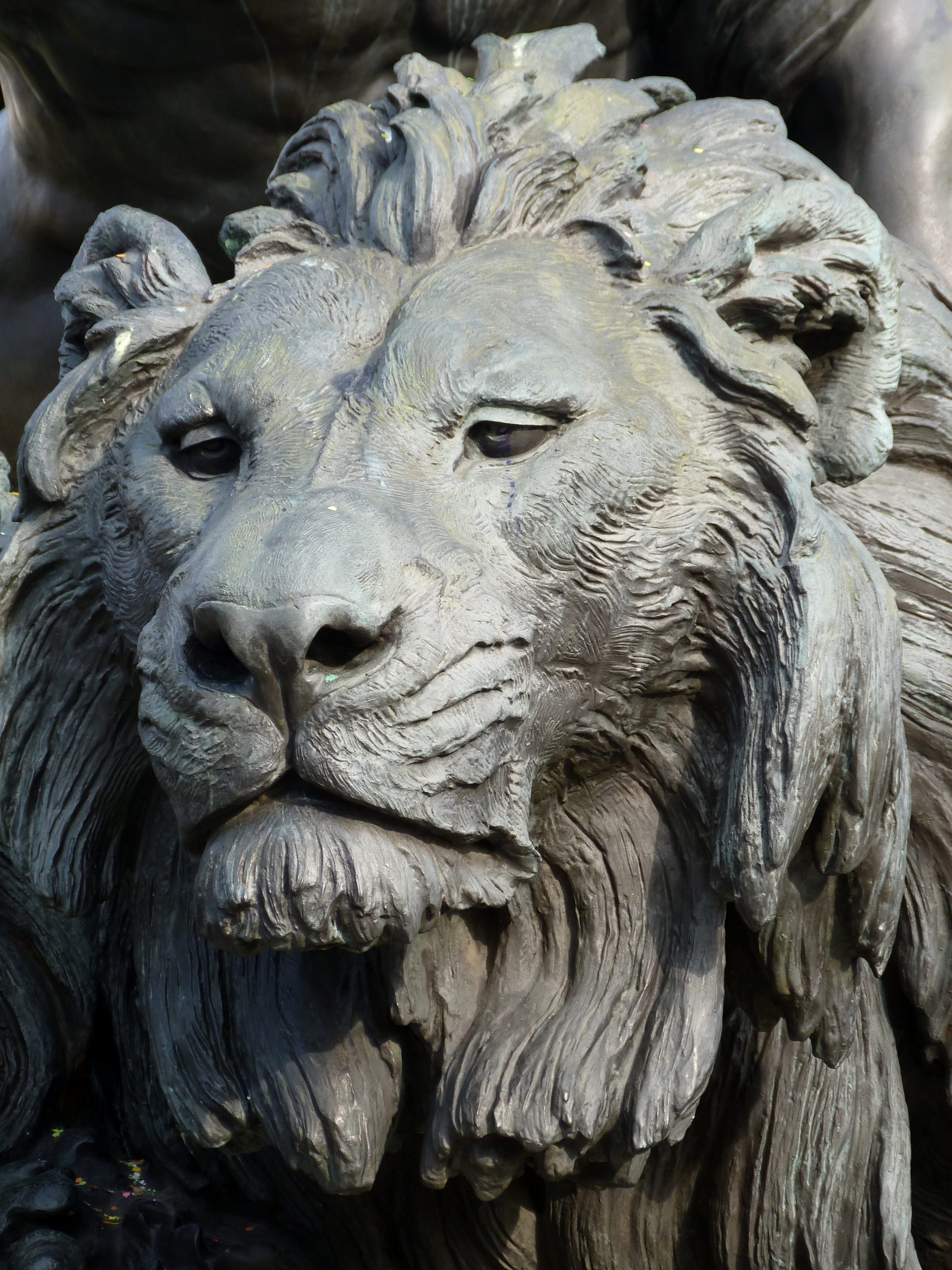
Detall d'un dels lleons que simbolitza la força popular
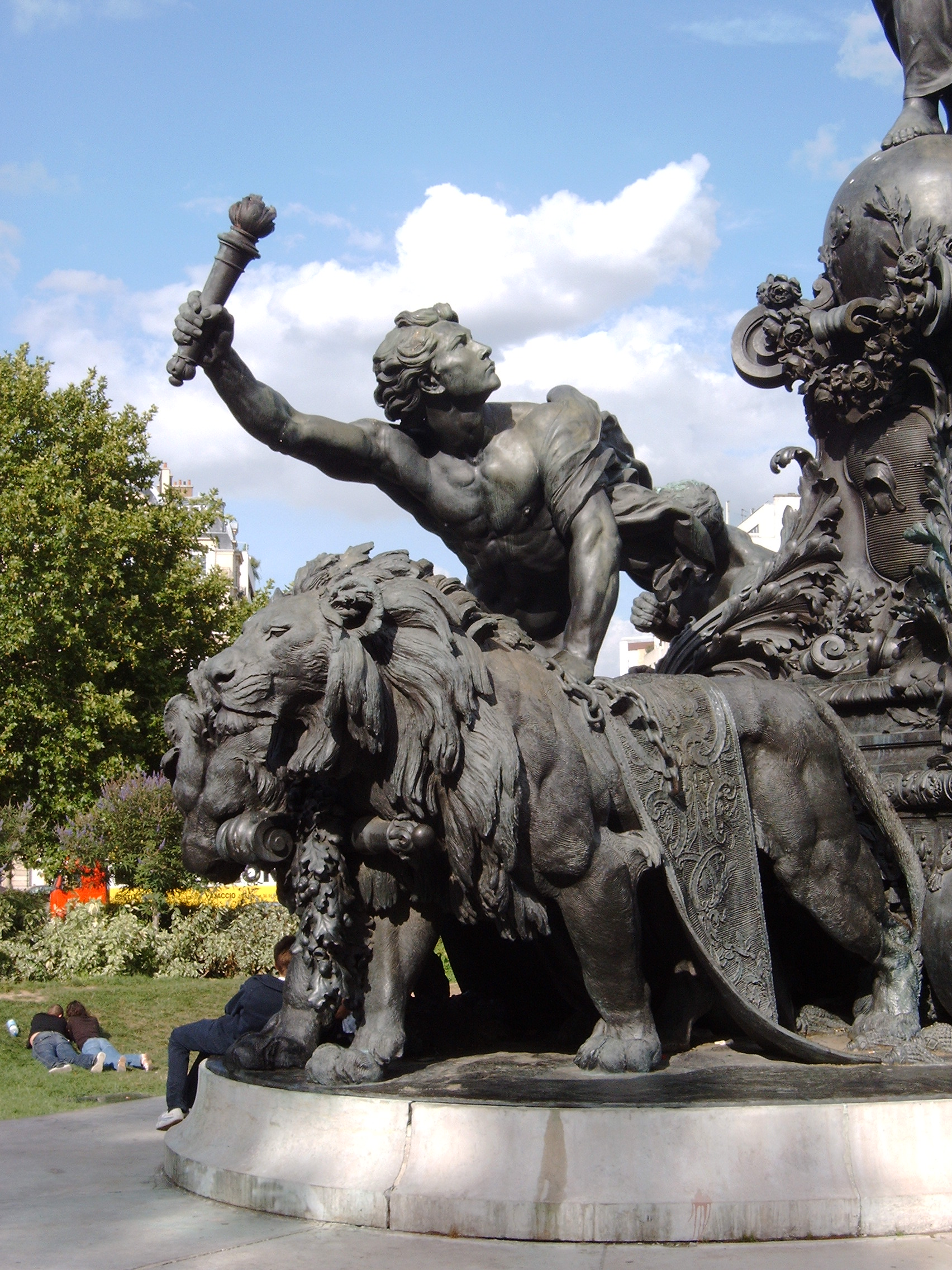
El geni de la llibertat
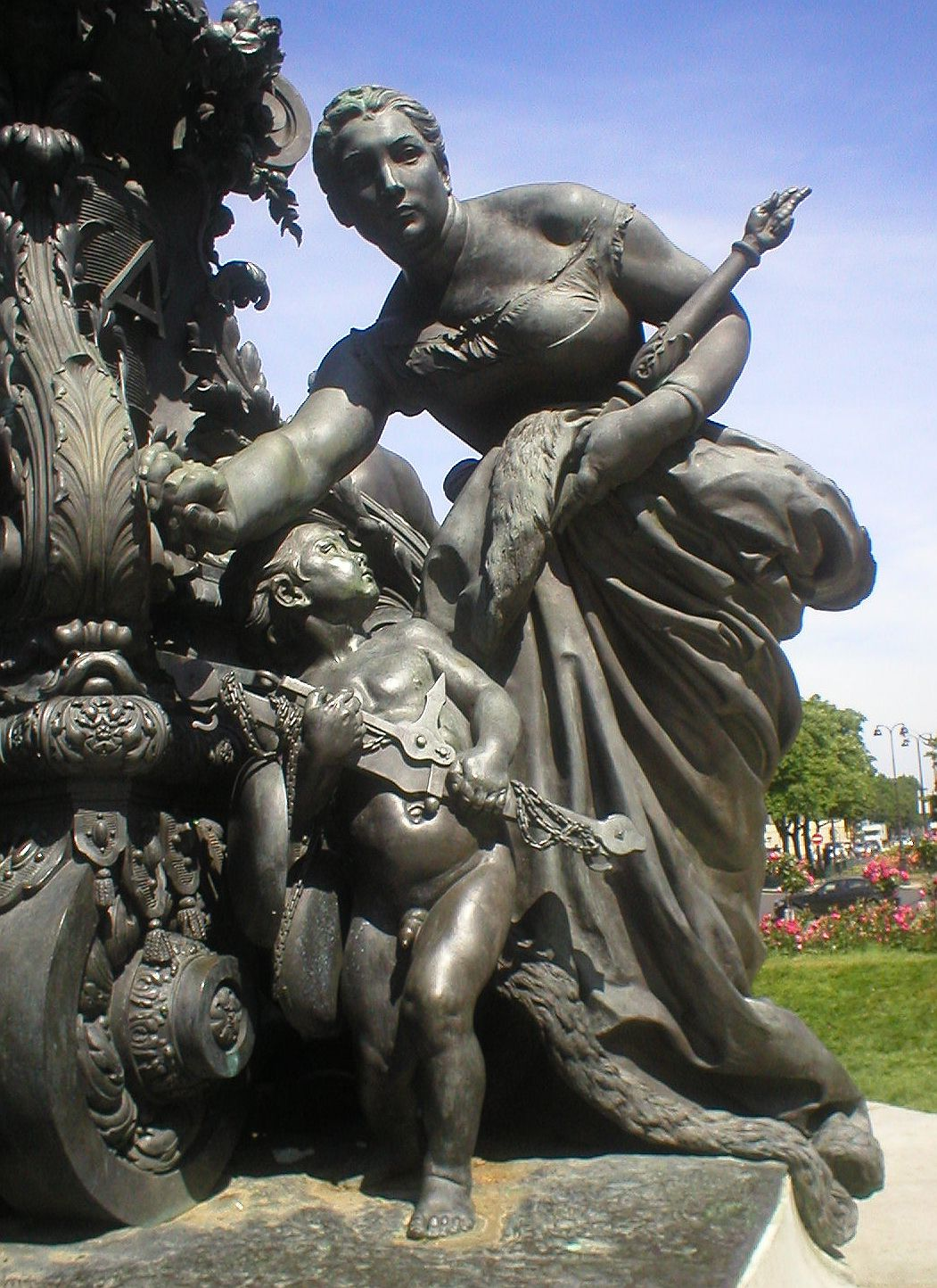
La justícia i l'equitat
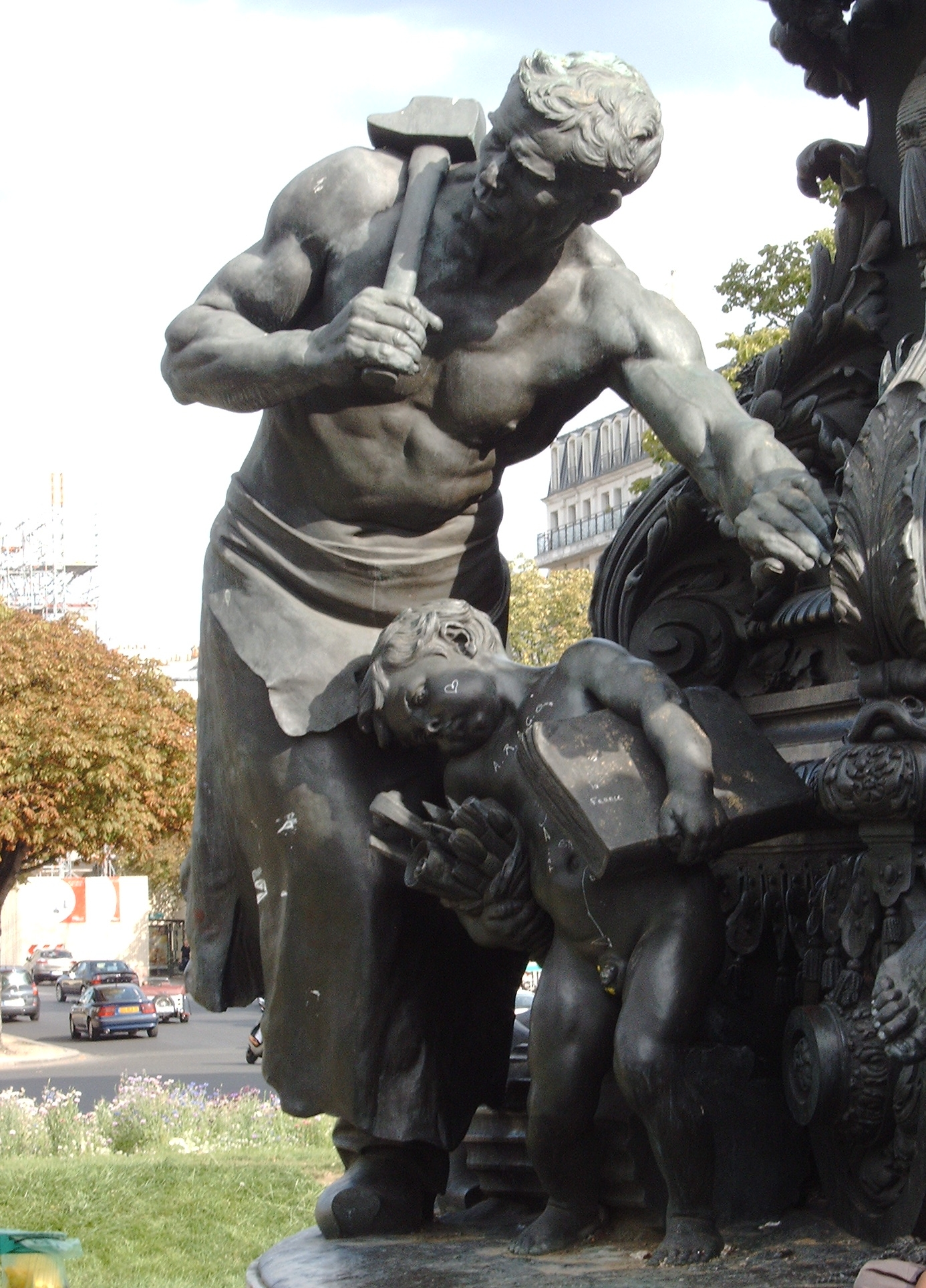
El treball
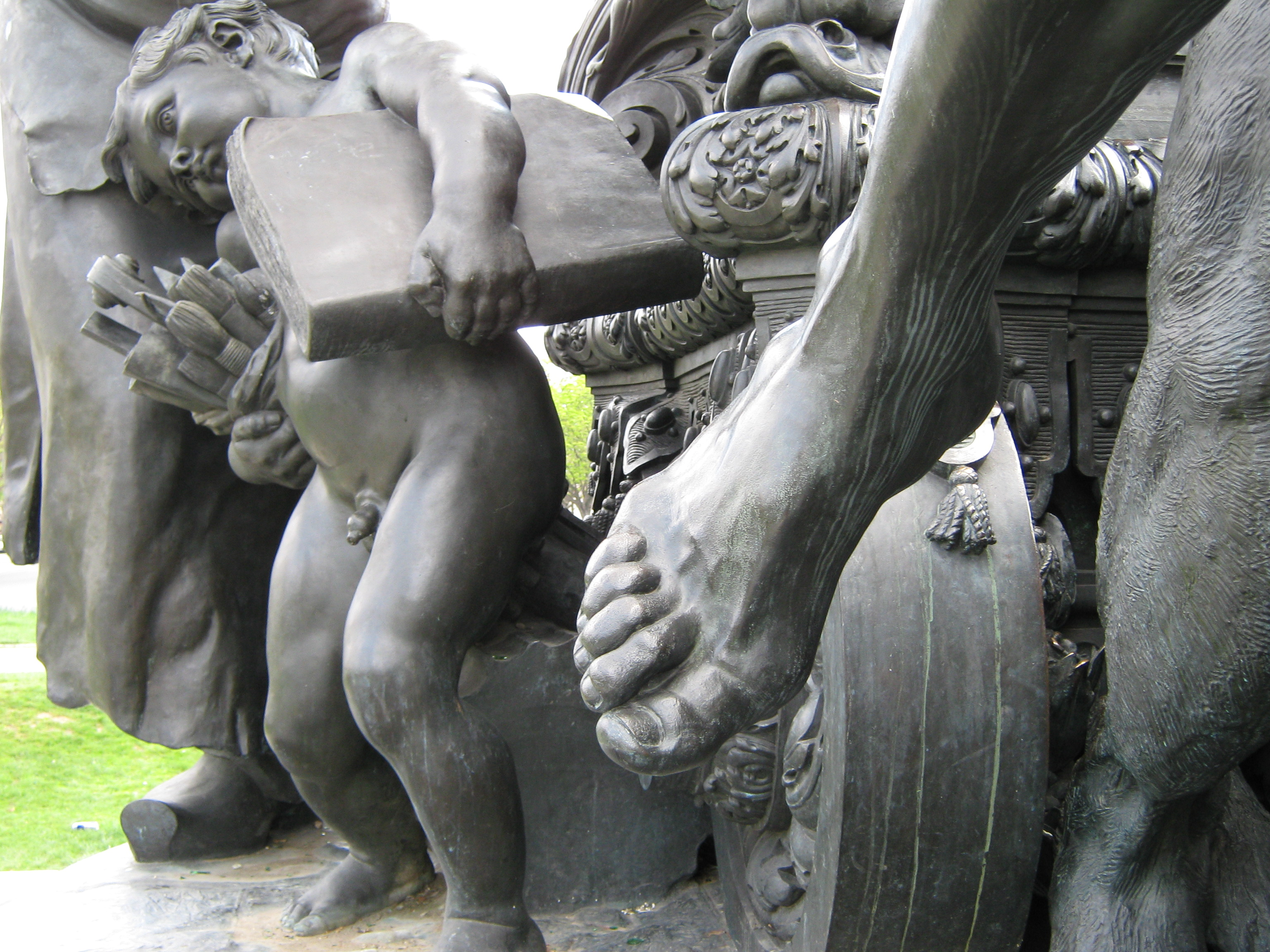
La instrucció
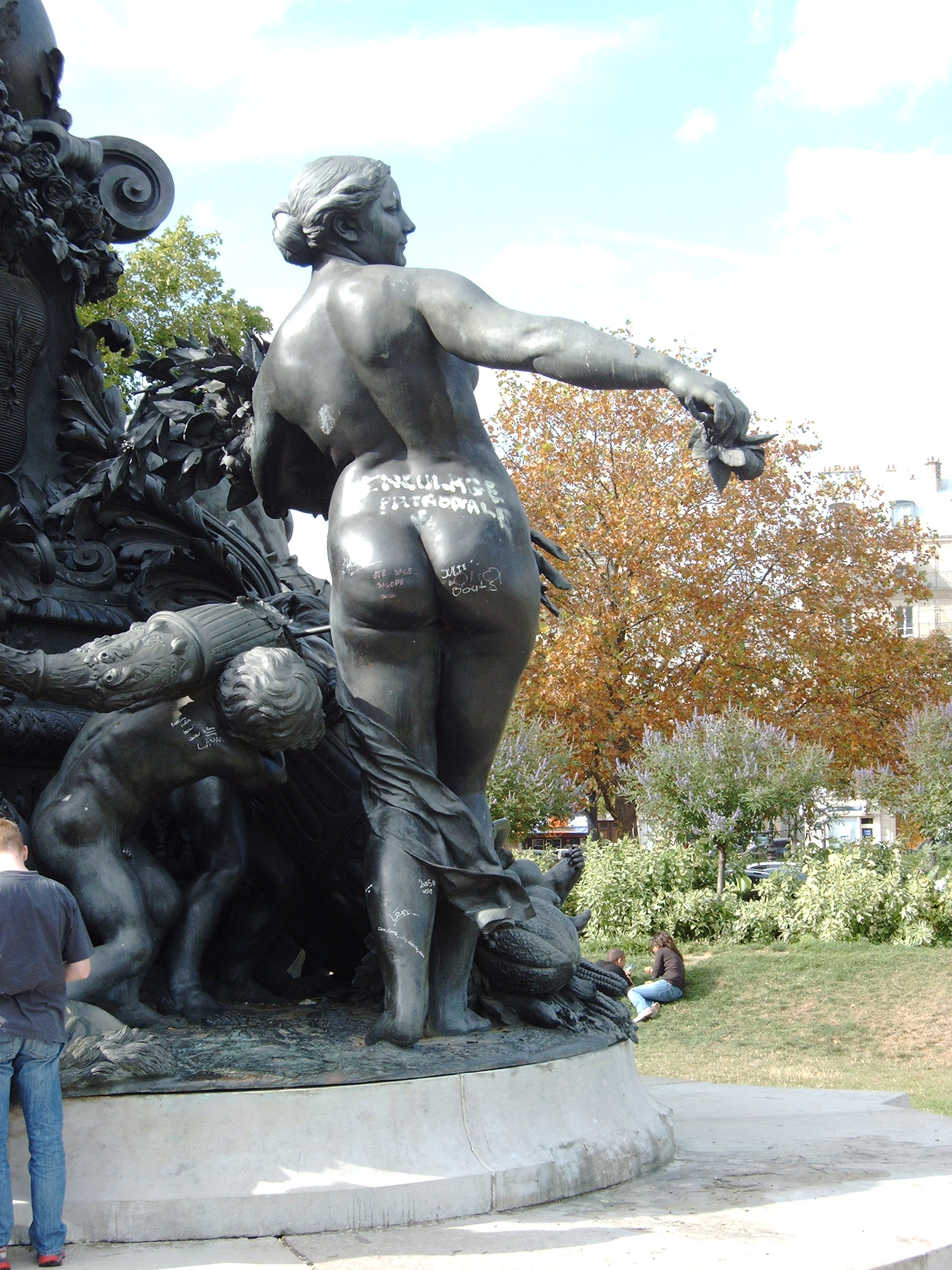
L'abundància
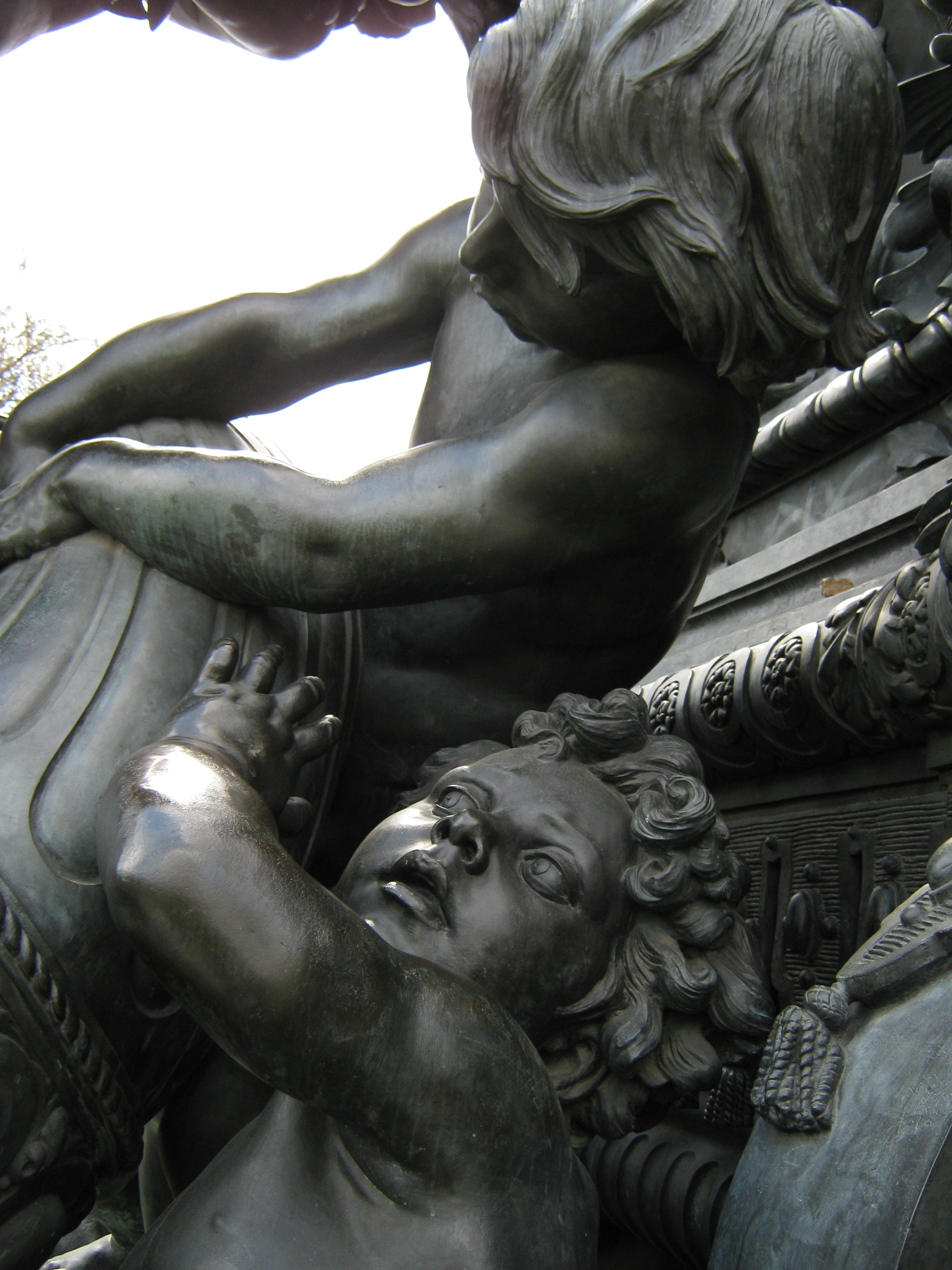
La riquesa
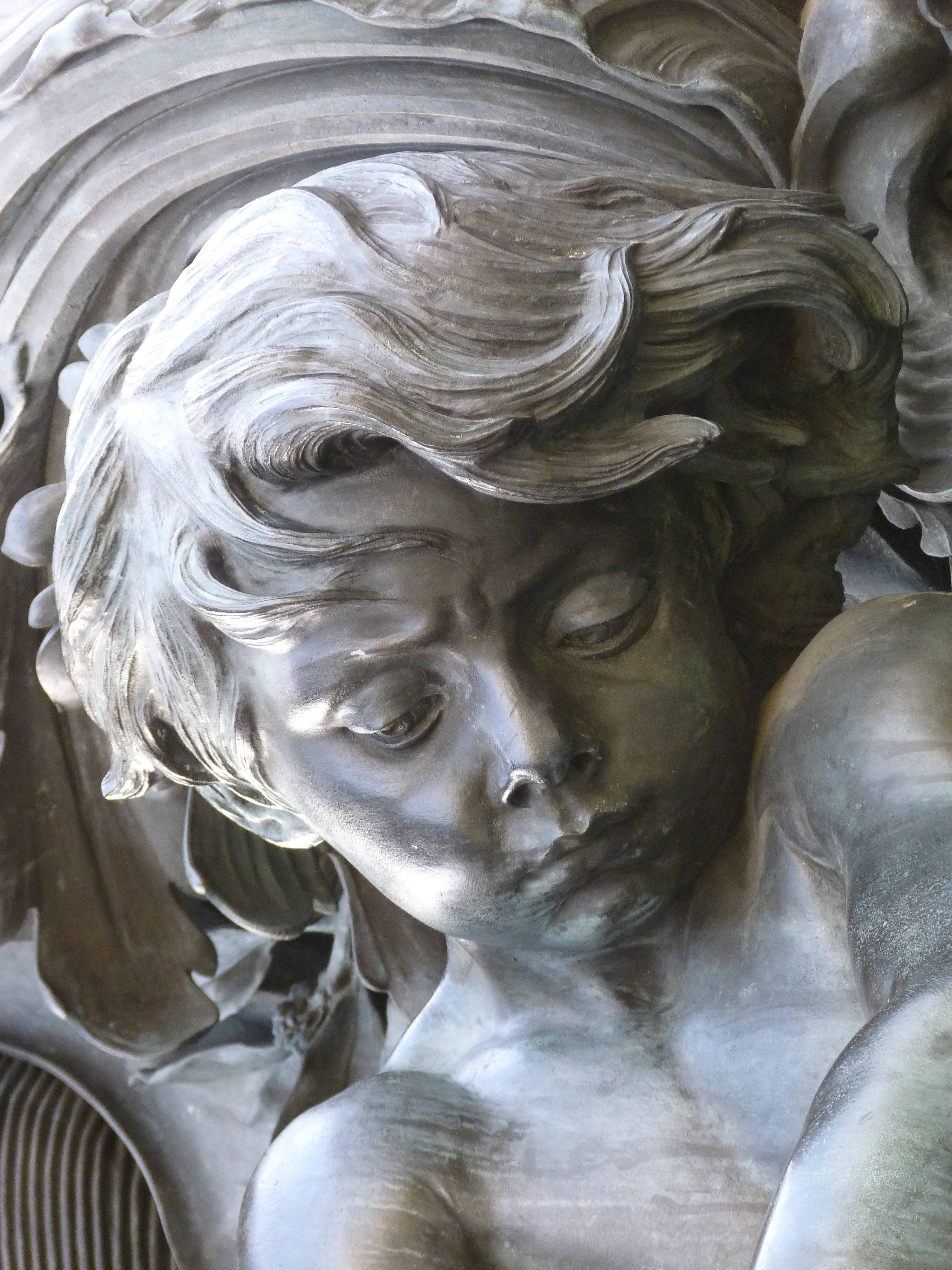
Detall d'un dels putti de la riquesa